# Zerene cesonia
Espèce
Zerene cesonia ou Colias cesonia est une espèce de lépidoptères (papillons) de la famille des Pieridae, de la sous-famille des Coliadinae et du genre Zerene (anciennement Colias).

## Dénomination
Zerene cesonia a été nommé par Stoll en 1790.
Synonymes : Papilo cesonia Stoll, [1790]; Colias cesonia Godman & Salvin, [1889].

### Noms vernaculaires
Zerene cesonia se nomme Southern Dogface en anglais.

## Sous-espèces
- Zerene cesonia cesonia
- Zerene cesonia cesonides (Staudinger, 1894)
- Zerene cesonia cynops (Butler, 1873)
- Zerene cesonia inca (Tessmann, 1928)
- Zerene cesonia limonella Lamas, 1981
- Zerene cesonia therapis(C. & R. Felder, 1861)
- Zerene cesonia ssp[1].

## Description
Zerene cesonia est un papillon de taille moyenne à grande (son envergure varie de 54 à 76 mm). Ses ailes sont de couleur jaune et l'apex des antérieures est en pointe. Sur le dessus les antérieures sont largement bordées de marron plus marqué et foncé chez le mâle que chez la femelle alors qu'aux postérieures cette bordure est minime. La cellule à l'aile antérieure est marquée d'un point noir et l'ensemble avec la découpe de la large bordure marron donne un dessin en forme de « tête de chien » dont l'œil correspond au point discoïdal noir. Il existe un point discocellulaire jaune foncé très peu visible au centre de l'aile postérieure.
Le revers est jaune sans bordure foncée et le point discocellulaire au centre de l'aile postérieure est cerclé de rose.

## Biologie
Zerene cesonia vole toute l'année dans sa zone de résidence.
C'est un migrateur

### Plantes hôtes
Les plantes hôte de sa chenille sont des Trifolium, Indigofera, Medicago, Amorpha californica et Amorpha fruticosa.

## Écologie et distribution
Zerene cesonia est résident sur la côte ouest de l'Amérique du Sud au Venezuela, en Bolivie, en Argentine, en Colombie, au Honduras, au Guatemala, à Panama et dans le sud de l'Amérique du Nord au Mexique et dans le sud du Texas en Floride et en Californie aux USA,.
Il est migrateur aux États-Unis sur tout le territoire sauf dans les états du nord-ouest limitrophes du Canada et dans le sud-est du Canada.

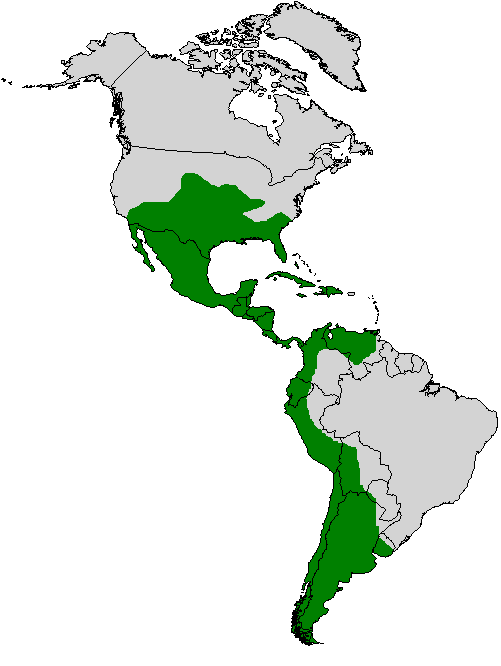
carte de localisation sans délimitation résident/migrateur

### Biotope
Il réside dans zones ouvertes, prairies et bords de routes.

### Protection
Pas de statut de protection particulier.